# Bárboles
Bárboles es una localidad y municipio de España, en la provincia de Zaragoza, comunidad autónoma de Aragón. Tiene un área de 15,77 km² con una población de 289 habitantes (INE 2023) y una densidad de 21,94 hab/km².

## Geografía
Se encuentra situado a 32 kilómetros de Zaragoza, encuadrada dentro de la comarca de la Ribera Alta del Ebro, a las orillas del río Jalón, en la confluencia de los valles del Ebro y del Jalón, motivo por el cual basa su economía en una importante agricultura de regadío.
Su término municipal lo componen la localidad de Bárboles y los núcleos de Oitura y Peramán, y limita con las localidades de Pinseque, Grisén, Pedrola, Pleitas, Bardallur y Zaragoza.

## Demografía
Bárboles cuenta con una población de 286 habitantes (INE 2024).
| Gráfica de evolución demográfica de Bárboles entre 1842 y 2021 |
| |
| Población de derecho según los censos de población del INE Población de hecho según los censos de población del INEEntre el censo de 1857 y el anterior, crece el término del municipio porque incorpora a 505010 (Oitura) |

## Administración y política

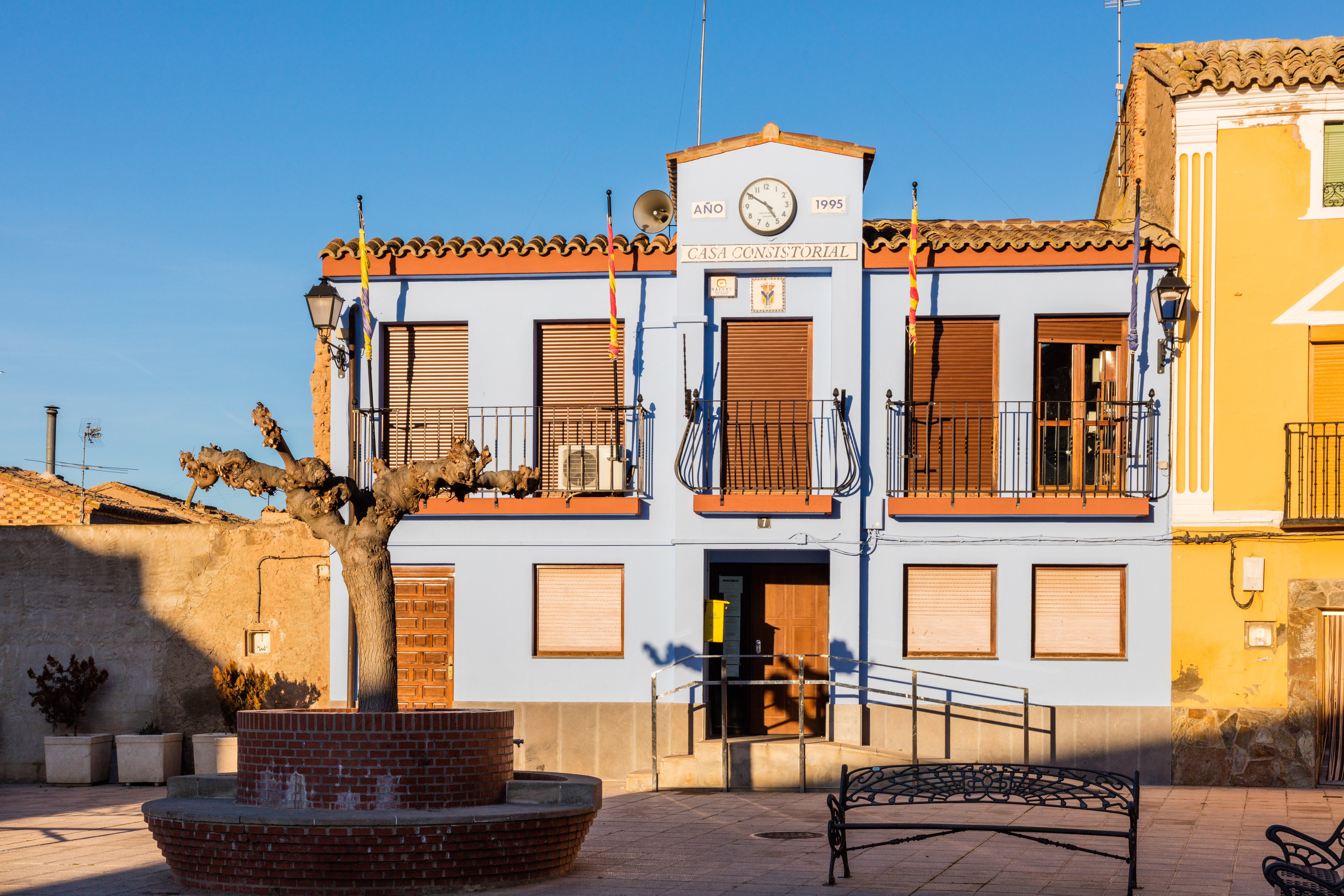
Ayuntamiento de Bárboles

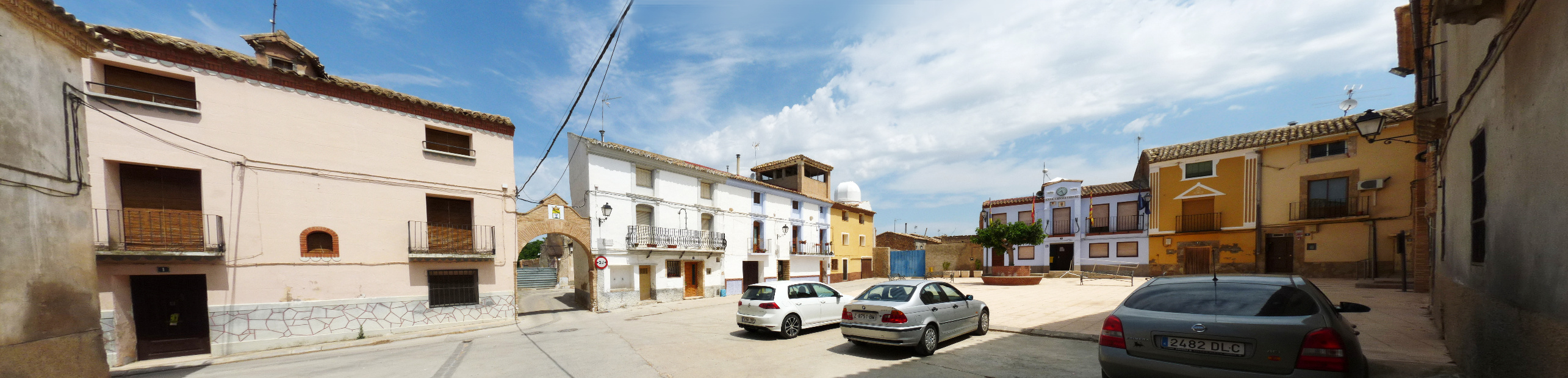
Plaza de España

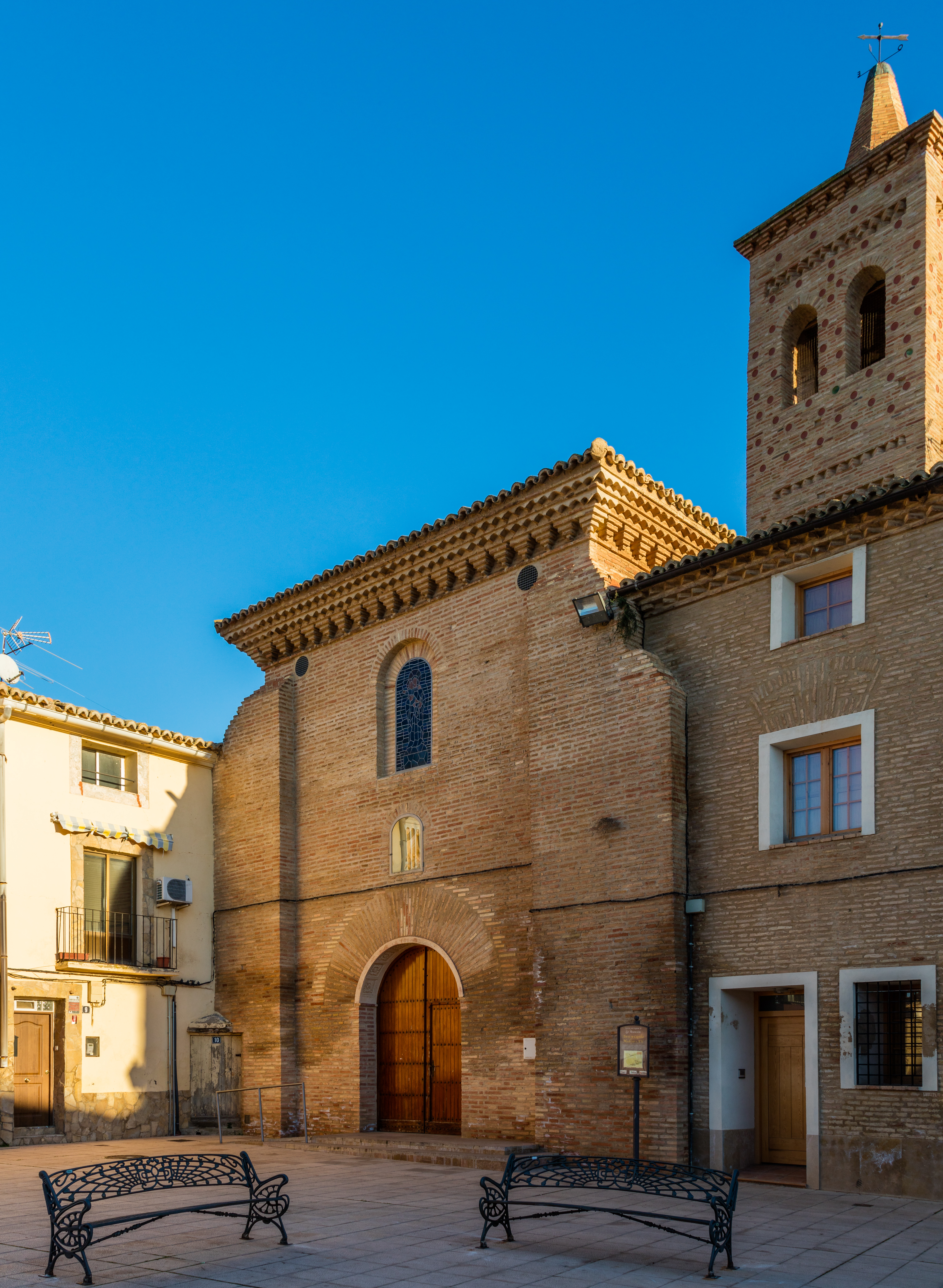
Iglesia de la Asunción de Nuestra Señora

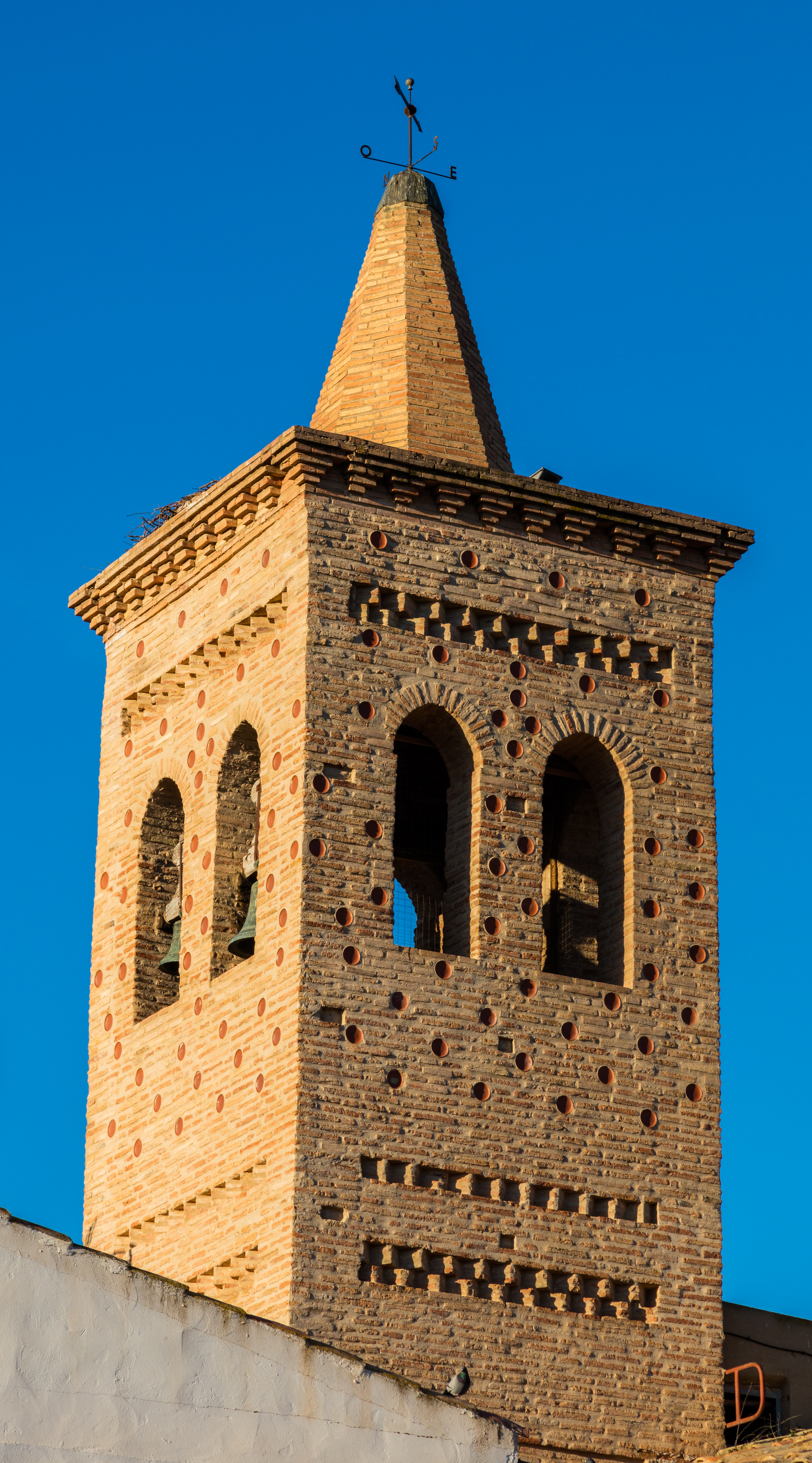
Campanario de la iglesia

| Período   | Alcalde                       | Partido      |  |
| --------- | ----------------------------- | ------------ |  |
| 1979-1983 | Víctor Manuel Laborda Medrano | PAR          |  |
| 1983-1987 | Víctor Manuel Laborda Medrano | PAR          |  |
| 1987-1991 | Jesús Ángel Lamuela Sánchez   | AP           |  |
| 1991-1995 | Jesús Ángel Lamuela Sánchez   | PP de Aragón |  |
| 1995-1999 | José Luis Subías Salas        | PP de Aragón |  |
| 1999-2003 | José Luis Subías Salas        | PP de Aragón |  |
| 2003-2007 | Mª Tomasa Joven Joven         | PSOE-Aragón  |  |
| 2007-2011 | José Ángel Subías Sanz        | PSOE-Aragón  |  |
| 2011-2015 | Miguel Ángel Pardos Sierra    | PAR          |  |
| 2015-2019 | Miguel Ángel Pardos Sierra    | PAR          |  |
| 2019-2023 | Miguel Ángel Pardos Sierra    | PAR          |  |
| 2023-2027 | José María Sanz Bolsa         | PP de Aragón |  |

| Partido político    | Partido político                                    | 1979   | 1983   | 1987   | 1991   | 1995   | 1999   | 2003   | 2007   | 2011   | 2015   | 2019   | 2023   |
| Partido político    | Partido político                                    | Ediles | Ediles | Ediles | Ediles | Ediles | Ediles | Ediles | Ediles | Ediles | Ediles | Ediles | Ediles |
|                     | Partido Aragonés (PAR)                              | 7      | 7      | —      | —      | —      | —      | 2      | 0      | 4      | 4      | 4      | —      |
|                     | Partido Popular de Aragón (PP)-Alianza Popular (AP) | —      | —      | 7      | 4      | 5      | 4      | 1      | 3      | 1      | 0      | 0      | 4      |
|                     | Partido de los Socialistas de Aragón (PSOE-Aragón)  | —      | —      | —      | 3      | 2      | 3      | 2      | 4      | 2      | 3      | 3      | 1      |
|                     | Independientes                                      | —      | —      | —      | —      | —      | —      | 2      | —      | —      | —      | —      | —      |
|                     | Ciudadanos (CS)                                     | —      | —      | —      | —      | —      | —      | —      | —      | —      | –      | 0      | —      |
|                     | Somos Bárboles (S-B)                                | —      | —      | —      | —      | —      | —      | —      | —      | —      | —      | —      | 2      |
|                     | Vox                                                 | —      | —      | —      | —      | —      | —      | —      | —      | —      | —      | —      | 0      |
| Total de concejales | Total de concejales                                 | 7      | 7      | 7      | 7      | 7      | 7      | 7      | 7      | 7      | 7      | 7      | 7      |

## Cultura

### Patrimonio
De su casco urbano destaca:
- La Iglesia de la Asunción, de estilo mudéjar con artesonado barroco del siglo XVI. Este edificio está catalogado como Mudéjar aragonés declarado Patrimonio de la Humanidad.
- El arco del castillo, del siglo XIV, en un lado de la plaza Mayor. Hecho de ladrillo y que se abre en arco de medio punto. Sobre él se encuentra el escudo de la villa, añadido posteriormente. El arco está rematado por una forma piramidal.

En sus cercanías se encontraba una mansio romana llamada Segontia que aparece relacionada en el Itinerario Antonino A-25.

### Fiestas
Sus festividades más importantes se celebran el último domingo de mayo, por la Romería de Peraman, en honor de la Virgen de la Ola, y el primer domingo de octubre en honor de la Virgen del Rosario.

## Personas destacadas
- Ángel Sola (1859-1910): gran bandurrista de la jota aragonesa. Secretario municipal de esta localidad desde 1890 y durante casi dos décadas, fue popularmente conocido como el "Sarasate de la Bandurria" o el "Secretario de Bárboles".
- Ángel Ibáñez (1939): Fue un ciclista español, profesional entre 1962 y 1970 cuyo mayor éxito profesional lo obtuvo en 1967 al lograr una victoria de etapa en la Vuelta a España. También fue campeón de España por Regiones (no existían las autonomías).